# IAAF Golden League 2003
La IAAF Golden League 2003 è stata la VI edizione della IAAF Golden League, circuito internazionale di meeting di atletica leggera organizzato annualmente dalla IAAF dal 1998 al 2009 ed a sua volta inglobato nello IAAF World Athletics Tour.

## Calendario
| # | Meeting                     | Città                | Nazione  | Data        |
| - | --------------------------- | -------------------- | -------- | ----------- |
| 1 | Bislett Games               | Oslo                 | Norvegia | 27 giugno   |
| 2 | Meeting Areva               | Parigi - Saint-Denis | Francia  | 4 luglio    |
| 3 | Golden Gala                 | Roma                 | Italia   | 11 luglio   |
| 4 | Internationales Stadionfest | Berlino              | Germania | 10 agosto   |
| 5 | Weltklasse Zürich           | Zurigo               | Svizzera | 15 agosto   |
| 6 | Memorial Van Damme          | Bruxelles            | Belgio   | 5 settembre |

## Vincitori del jackpot
Il jackpot di 1000000 $ da dividere tra tutti gli atleti che sarebbero stati in grado di aggiudicarsi tutte le prove della loro specialità, è andato ad una sola atleta:
- Donne: Maria Mutola  Mozambico (800 m)